# Jan Beleniuk
Jan Vensanovici Beleniuk (în ucraineană Жан Венсанович Беленюк; n. 24 ianuarie 1991, Kiev, RSS Ucraineană, URSS) este un luptător ucrainean specializat în lupte greco-romane, campion european în 2014 și 2016, campion mondial în 2015 și vicecampion olimpic în 2016. 

## Cariera sportivă
S-a născut în 1991, anul dezmembrării Uniunii Sovietice, dintr-un tată ofițer al Forțelor Aeriene din Rwanda și o mamă ucraineană. Tatăl său a murit în războiul civil din Rwanda la scurt timp după nașterea lui Jan, care nu își amintește nimic despre acesta. În copilărie a fost victima unor remarci rasiste, dar a învățat să se apere și să lupte.
În 2010 a devenit vicecampion mondial la juniori, apoi, în 2012, a cucerit o medalie de bronz la Campionatul European de seniori. În 2014 a fost campion european pentru prima dată și a obținut o medalie de bronz la Campionatul Mondial de la Tașkent. În anul următor a câștigat medalia de argint la ediția inaugurală a Jocurilor Europene, apoi a devenit campion mondial la Las Vegas. Pentru aceste rezultate a fost desemnat cel mai bun sportiv al anului 2015.
În 2016 a devenit din nou campion european. La Jocurile Olimpice din 2016 a ajuns în finală, unde a pierdut în fața rusului Davit Ciakvetadze un meci cu arbitraj controversat și s-a mulțumit cu argintul. Ministrul ucrainean al sportului, Ihor Jdanov, a scris ulterior că lui Beleniuk „i-a fost furat aurul meritat”.

## Cariera politică
Beleniuk a fost ales deputat la alegerile legislative ucrainiene din 2019, din partea partidului Slujitorul poporului.

## Rezultate la campionate mondiale / jocuri olimpice
| Campionatul Mondial / Meciurile Jocurilor Olimpice       | Campionatul Mondial / Meciurile Jocurilor Olimpice | Campionatul Mondial / Meciurile Jocurilor Olimpice | Campionatul Mondial / Meciurile Jocurilor Olimpice | Campionatul Mondial / Meciurile Jocurilor Olimpice | Campionatul Mondial / Meciurile Jocurilor Olimpice | Campionatul Mondial / Meciurile Jocurilor Olimpice |
|                                                          | Scor                                               | Adversar                                           | Rezultat                                           | Data                                               | Eveniment                                          | Locul desfășurării                                 |
| 2018 UWW mondial la 87kg                                 | 2018 UWW mondial la 87kg                           | 2018 UWW mondial la 87kg                           | 2018 UWW mondial la 87kg                           | 2018 UWW mondial la 87kg                           | 2018 UWW mondial la 87kg                           | 2018 UWW mondial la 87kg                           |
| -------------------------------------------------------- | -------------------------------------------------- | -------------------------------------------------- | -------------------------------------------------- | -------------------------------------------------- | -------------------------------------------------- | -------------------------------------------------- |
| Înfrângere                                               | 4-1                                                | Metehan Başar                                      | 1-2                                                | 2018-10-27                                         | Campionatul Mondial de Lupte din 2018              | Budapesta, Ungaria                                 |
| Câștig                                                   | 4-0                                                | Islam Abbasov                                      | 5-1                                                | 2018-10-26                                         | Campionatul Mondial de Lupte din 2018              | Budapesta, Ungaria                                 |
| Câștig                                                   | 3-0                                                | Hossein Nouri                                      | 4-2                                                | 2018-10-26                                         | Campionatul Mondial de Lupte din 2018              | Budapesta, Ungaria                                 |
| Câștig                                                   | 2-0                                                | Artur Shahinyan                                    | 4-1                                                | 2018-10-26                                         | Campionatul Mondial de Lupte din 2018              | Budapesta, Ungaria                                 |
| Câștig                                                   | 1-0                                                | Eividas Stankevičius                               | 4-2                                                | 2018-10-26                                         | Campionatul Mondial de Lupte din 2018              | Budapesta, Ungaria                                 |
| 2016 Lupte la Jocurile Olimpice de vară din 2016 la 85kg |                                                    |                                                    |                                                    |                                                    |                                                    |                                                    |
| Înfrângere                                               | 3-1                                                | Davit Chakvetadze                                  | 2-9                                                | 2016-08-15                                         | Jocurile Olimpice de vară din 2016                 | Rio de Janeiro                                     |
| Câștig                                                   | 3-0                                                | Javid Hamzatau                                     | 6-0                                                | 2016-08-15                                         | Jocurile Olimpice de vară din 2016                 | Rio de Janeiro                                     |
| Câștig                                                   | 2-0                                                | Nikolay Bayryakov                                  | 10-1                                               | 2016-08-15                                         | Jocurile Olimpice de vară din 2016                 | Rio de Janeiro                                     |
| Câștig                                                   | 1-0                                                | Ahmed Othman                                       | 9-0                                                | 2016-08-15                                         | Jocurile Olimpice de vară din 2016                 | Rio de Janeiro                                     |
| 2016 Campionatul Mondial de Lupte din 2016 la 85kg       |                                                    |                                                    |                                                    |                                                    |                                                    |                                                    |
| Câștig                                                   | 4-0                                                | Roberti Kobliashvili                               | 5-2                                                | 2016-03-13                                         | Campionatul European de Lupte din 2016             | Riga, Letonia                                      |
| Câștig                                                   | 3-0                                                | Laimutis Adomaitis                                 | 2-1                                                | 2016-03-13                                         | Campionatul European de Lupte din 2016             | Riga, Letonia                                      |
| Câștig                                                   | 2-0                                                | Denis Kudla                                        | 6-1                                                | 2016-03-13                                         | Campionatul European de Lupte din 2016             | Riga, Letonia                                      |
| Câștig                                                   | 1-0                                                | Kristofer Johansson                                | 5-0                                                | 2016-03-13                                         | Campionatul European de Lupte din 2016             | Riga, Letonia                                      |
| 2015 UWW mondial la 85kg                                 |                                                    |                                                    |                                                    |                                                    |                                                    |                                                    |
| Câștig                                                   | 6-0                                                | Rustam Assakalov                                   | 6-0                                                | 2015-09-09                                         | Campionatul Mondial de Lupte din 2015              | Las Vegas, NV                                      |
| Câștig                                                   | 5-0                                                | Saman Tahmasebi                                    | 3-1                                                | 2015-09-09                                         | Campionatul Mondial de Lupte din 2015              | Las Vegas, NV                                      |
| Câștig                                                   | 4-0                                                | Damian Janikowski                                  | 2-1                                                | 2015-09-09                                         | Campionatul Mondial de Lupte din 2015              | Las Vegas, NV                                      |
| Câștig                                                   | 3-0                                                | Viktor Lőrincz                                     | 3-1                                                | 2015-09-09                                         | Campionatul Mondial de Lupte din 2015              | Las Vegas, NV                                      |
| Câștig                                                   | 2-0                                                | Ramsin Azizsir                                     | 3-0                                                | 2015-09-09                                         | Campionatul Mondial de Lupte din 2015              | Las Vegas, NV                                      |
| Câștig                                                   | 1-0                                                | Alfonso Leyva                                      | 6-2                                                | 2015-09-09                                         | Campionatul Mondial de Lupte din 2015              | Las Vegas, NV                                      |
| 2014 UWW mondial la 85kg                                 |                                                    |                                                    |                                                    |                                                    |                                                    |                                                    |
| Câștig                                                   | 4-1                                                | Ramsin Azizsir                                     | 3-0                                                | 2014-09-12                                         | Campionatul Mondial de Lupte din 2014              | Tașkent, Uzbekistan                                |
| Înfrângere                                               | 3-1                                                | Saman Tahmasebi                                    | 0-4                                                | 2014-09-12                                         | Campionatul Mondial de Lupte din 2014              | Tașkent, Uzbekistan                                |
| Câștig                                                   | 3-0                                                | Ahmed Othman                                       | 10-1                                               | 2014-09-12                                         | Campionatul Mondial de Lupte din 2014              | Tașkent, Uzbekistan                                |
| Câștig                                                   | 2-0                                                | Pablo Shorey                                       | 6-1                                                | 2014-09-12                                         | Campionatul Mondial de Lupte din 2014              | Tașkent, Uzbekistan                                |
| Câștig                                                   | 1-0                                                | Rami Hietaniemi                                    | 1-0                                                | 2014-09-12                                         | Campionatul Mondial de Lupte din 2014              | Tașkent, Uzbekistan                                |
| Universiada de Vară din 2013 la 84kg                     |                                                    |                                                    |                                                    |                                                    |                                                    |                                                    |
| Câștig                                                   | 4-1                                                | Nursultan Tursynov                                 | 3-1                                                | 2013-07-15                                         | Universiada de Vară din 2013                       | Kazan, Rusia                                       |
| Înfrângere                                               | 3-1                                                | Maksim Manukyan                                    | 0-5                                                | 2013-07-15                                         | Universiada de Vară din 2013                       | Kazan, Rusia                                       |
| Câștig                                                   | 3-0                                                | Beka Rokva                                         | 3-1                                                | 2013-07-15                                         | Universiada de Vară din 2013                       | Kazan, Rusia                                       |
| Câștig                                                   | 2-0                                                | Tadeusz Michalik                                   | 3-1                                                | 2013-07-15                                         | Universiada de Vară din 2013                       | Kazan, Rusia                                       |
| Câștig                                                   | 1-0                                                | Aslan Atem                                         | 3-1                                                | 2013-07-15                                         | Universiada de Vară din 2013                       | Kazan, Rusia                                       |

## Legături externe
Materiale media legate de Jan Beleniuk la Wikimedia Commons
- en Jan Beleniuk la Olympedia.org